# Moyadh Ousseni
Moyadh Ousseni (ur. 2 kwietnia 1993 we Fréjus) – komoryjski piłkarz grający na pozycji bramkarza. Od 2013 jest piłkarzem klubu ÉFC Fréjus Saint-Raphaël.

## Kariera klubowa
Swoją karierę piłkarską Ousseni rozpoczął w FC Pugetois, w którym grał w latach 2011–2013. W 2013 przeszedł do trzecioligowego ÉFC Fréjus Saint-Raphaël. 23 maja 2014 zadebiutował w nim w wygranym 3:1 domowym meczu z ES Uzès Pont du Gard. W sezonie 2015/2016 spadł ze swoim klubem do czwartej ligi.

## Kariera reprezentacyjna
W reprezentacji Komorów Ousseni zadebiutował 24 czerwca 2021 w przegranym 1:5 meczu Pucharu Narodów Arabskich 2021 z Palestyną, rozegranym w Dosze. W 2022 został powołany do kadry na Puchar Narodów Afryki 2021. Na tym nie rozegrał żadnego meczu.